# Sikorsky S-51
Il Sikorsky S-51, designazione dell'azienda VS-327, era un elicottero da trasporto quadriposto, versione civile derivata dall'omologo militare H-5, prodotto dall'azienda statunitense Sikorsky Aircraft Corporation nella seconda parte degli anni quaranta.
L'S-51 detiene i primati come primo elicottero specificatamente destinato ad un uso commerciale e primo al mondo nel ricoprire una rotta commerciale regolare.

## Storia

### L'H-5

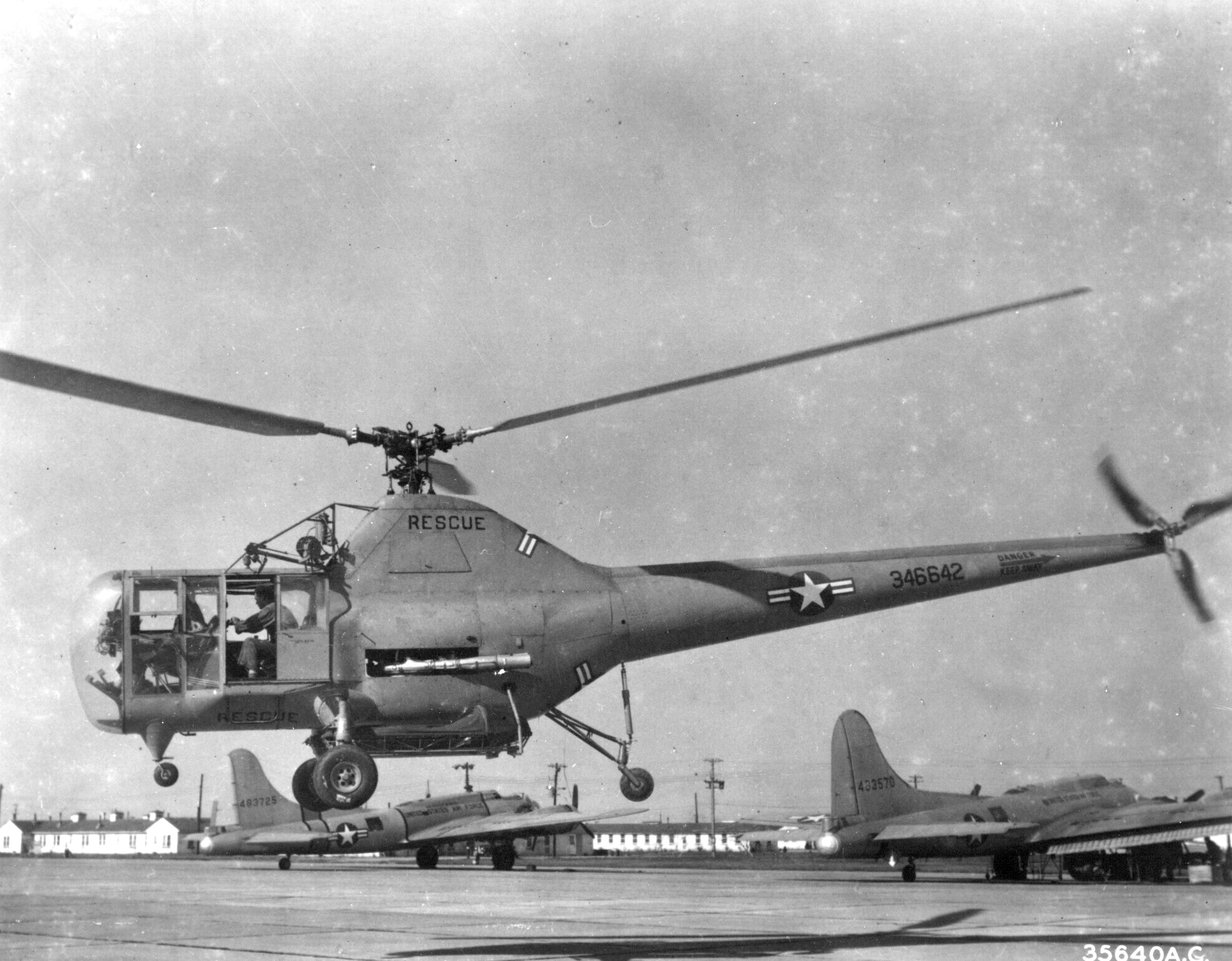
L'H-5 Dragonfly

Progettato, inizialmente con il nome R-5, per avere prestazioni superiori rispetto a quelle del Sikorsky R-4, si differenziava dal suo predecessore per avere una fusoliera più lunga e per potere ospitare due persone al suo interno sedute una dietro all'altra.  L'R-5 differiva dall'R-4 anche per il diametro del rotore aumentato, per maggiore carico utile e per velocità.
Il primo XR-5 di 4 prototipi costruiti si alzò in volo per la prima volta il 18 agosto 1943. In marzo la United States Army Air Forces ordinò un lotto di 26 YR-5As, che servirono principalmente come banco di prova e nel febbraio del 1945 iniziarono le consegne. A questo primo lotto ne seguì un secondo che comprendeva la costruzione di 100 velivoli, anche se alla fine solo 34 dei 100 velivoli ordinati furono poi effettivamente consegnati.
21 dei 34 YR-5As furono poi dotati di un terzo posto a bordo e di serbatoi esterni per una maggiore autonomia. Anche la United States Navy ne valutò due esemplari e ne ordinò poi 5 nella versione YR-5Es. Fu utilizzato dall'US Air Force, dall'aviazione dell'esercito e dai Marines.
Nel dicembre del 1946 l'azienda statunitense Sikorsky Aircraft e la britannica Westland Aircraft Limited presero un accordo che ne prevedeva da parte dell'azienda britannica la produzione su licenza con il nome di WS-51 Dragonfly, modificandone l'apparato propulsivo con il radiale di produzione nazionale Alvis Leonides da 500 CV.

### S-51
Dall'H-5D fu poi anche prodotta una versione civile con il nome S-51, con quattro posti e con un diametro del rotore maggiore rispetto alla versione militare.
Tra il 1948 ed il 1951 furono anche prodotti 39 esemplari per il soccorso denominati H-5G, mentre 16 velivoli già esistenti furono riadattati a questo compito.
Fino al 1951, anno in cui andò fuori produzione, più di 300 velivoli ne furono costruiti.

### Impiego operativo
Durante il suo periodo di servizio l'H-5 fu principalmente utilizzato come elicottero di soccorso, divenendo famoso durante la guerra di Corea. Durante questo conflitto l'elicottero venne impiegato come elicottero di soccorso per salvare i piloti abbattuti o per recuperare eventuali feriti. Fu infine sostituito dal H-19 Chickasaw.

## Utilizzatori
Regno Unito
- BEA Helicopters

 Stati Uniti
- Los Angeles Airways